# Цшорлау
Цшорлау (њем. Zschorlau) општина је у њемачкој савезној држави Саксонија. Једно је од 69 општинских средишта округа Ерцгебирге. Према процјени из 2010. у општини је живјело 5.671 становника. Посједује регионалну шифру (AGS) 14521700.

## Географски и демографски подаци
Цшорлау се налази у савезној држави Саксонија у округу Ерцгебирге. Општина се налази на надморској висини од 548 метара. Површина општине износи 22,0 km². У самом мјесту је, према процјени из 2010. године, живјело 5.671 становника. Просјечна густина становништва износи 258 становника/km².